# Boi (voleibolista)
 Everton Fagundes Pereira da Conceição (Várzea Grande, 21 de junho de 1979 – Cuiabá, 10 de julho de 2025), conhecido como Boi ou Everton Boi, foi um voleibolista indoor brasileiro cuja posição em quadra era de oposto e que representando a Seleção Brasileira nas categorias de base foi Campeão Mundial na categoria infanto-juvenil em 1995 e Nesta também foi medalha de ouro no sul-americano de 1996.

## Carreira
Iniciou sua carreira aos 11 anos de idade jogando no Colégio Adventista em Várzea Grande e já se destacava pela estatura elevada em comparação aos demais garotos do time, chamando atenção do Professor Nicanor Lopes – futuramente tornou-se Presidente da Federação Mato Grossense de Vôlei – levando-o para treinar no Colégio Notre Dame do Bairro de Lurdes em Cuiabá MT treinando durante um ano o e meio, chegando a disputar diversas competições regionais e nacionais da categoria e foi convocado para Seleção de Mato Grosso.
Boi recebeu este apelido aos 14 anos quando recém chegou a Minas Gerais para jogar no Minas Tênis Clube, atribuindo ao fato de ser do Mato Grosso e sua força física acima dos atletas de mesma faixa etária, então o técnico da equipe adulta do Minas, o Cebola já o integrou na equipe adulta do Fiat/Minas, apelidado inicialmente pelos companheiros de Bezerro e mais tarde Boi, ficando assim conhecido até hoje. Em 1994 inicia sua carreira nas categorias de base do Fiat/Minas. Foi convocado para Seleção Brasileira para disputar o Campeonato Mundial Infanto-Juvenil de 1995 sediado em Porto Rico, tal edição que conquistou o ouro pela primeira vez. Retornando ao clube mineiro disputou o no mesmo Campeonato Mineiro e conquistou o título.
No ano de 1996 serviu a seleção e ainda pela categoria infanto-juvenil conquistou o título do Sul-Americano realizado no Paraguai. No mesmo ano foi bicampeão mineiro e seu clube devido a novo patrocinador utilizou o nome-fantasia: Try On /Minas. Transferiu-se para o Papel Report//Suzano em 1997 onde jogou concomitantemente nas divisões de base e no adulto e conquistou por este clube o ouro da Copa São Paulo de 1997, sendo também campeão do Campeonato Paulista Juvenil e também foi no adulto ambos em 1997, além disso sagrou-se campeão dos Jogos Abertos do Interior de São Paulo.
Por São Paulo disputou o Campeonato Brasileiro de Seleções Juvenil realizado em Blumenau, SC e conquistou o título de 1997. E na Superliga Brasileira A 1997-98 terminou na terceira colocação. Everton sagrou-se bicampeão da Copa São Paulo, assim como do Campeonato Paulista (Adulto) e também do Campeonato Paulista (Juvenil) de 1998, nesse mesmo ano obteve o bicampeonato dos Jogos Abertos do Interior de São Paulo e do Campeonato Brasileiro de Seleções realizado em Macaé, RJ, todas conquistas pelo mesmo clube que utilizou o nome de fantasia: Papel Report/Nipomed/Suzano.
Defendeu em 1999 a COOP/Santo André terminando na sexta colocação da Superliga Brasileira A 1998-99. e no mesmo ano se transferiu para a Palmeiras/ Faculdade Oswaldo Cruz. Em 2000 assinou com o Intelbras/São José foi campeão do Campeonato Catarinense de 2000, e na Superliga Brasileira 2000-01 terminou na décima terceira colocação, ou seja, último lugar, mas foi o maior pontuador da fase de classificação da Superliga com 489 pontos. Boi permaneceu por mais uma temporada no clube catarinense e disputou a Superliga Brasileira A 2001-02, terminando na décima colocação novamente sendo o maior pontuador da fase de classificação da Superliga com 501 pontos e por este clube disputou a Superliga Brasileira A 2002-03 terminando na oitava colocação e mais uma vez foi o maior pontuador da fase de classificação da Superliga com 473 pontos.
Defendeu o clube espanhol Numancia SORIA, onde foi quarto colocado na Superliga Espanhola A na temporada 2002-03 e sofreu eliminação nas quartas de final da XXVIII Copa de S.M. Rei da Espanha jogou ao lado do ex-voleibolista Toaldo.
No ano de 2004 tentou carreira no vôlei de praia, chegou a disputar etapas do Circuito Banco do Brasil. Retornou ao voleibol indoor na temporada 2005-06 quando defendeu São Caetano/Tamoyo. e terminou na décima segunda colocação da Superliga Brasileira A. Na temporada seguinte foi contratado pelo Vôlei Futuro/Araçatuba   e disputando a Liga Nacional em 2006 conquistando o título e o acesso a Superliga Brasileira A 2006-07, ocasião que terminou na nona colocação e foi o maior pontuador da fase de classificação com 513 pontos.
Boi transferiu-se para o voleibol japonês na temporada 2007-08   e defendeu o Nec Blue Rockets quando foi campeão do Torneio de Kurowashiki de 2007 e pela Liga A Japonesa foi o terceiro maior pontuador com 647 pontos, terminando na sétima posição da liga.
Após temporada no Japão, Boi chega ao voleibol argentino com credencial de experiente e talentoso, defendendo o Club Ciclista Olímpico La Banda na temporada 2008-09 terminando na décima primeira posição do Liga A Argentina. Retornou ao Brasil na temporada 2009-10 para defender o Cuiabá Vôlei Clube e onde encerrou sua carreira. Boi foi uns dos mais talentosos saída de rede de sua geração.

## Morte
Boi foi assassinado a tiros na noite do dia 10 de julho de 2025, aos 46 anos, em Cuiabá, Mato Grosso.

## Clubes
| Clube                           | País      | De   | Até  |
| Fiat/Minas                      | Brasil    | 1994 | 1996 |
| Try On /Minas                   | Brasil    | 1996 | 1997 |
| Papel Report//Suzano            | Brasil    | 1997 | 1998 |
| Papel Report/Nipomed/Suzano     | Brasil    | 1998 | 1999 |
| COOP/Santo André                | Brasil    | 1999 | 1999 |
| Palmeiras/ Fac. O Cruz          | Brasil    | 1999 | 1999 |
| Intelbras/São José              | Brasil    | 2000 | 2001 |
| Numancia SORIA                  | Espanha   | 2003 | 2003 |
| São Caetano/Tamoyo              | Brasil    | 2005 | 2006 |
| Vôlei Futuro/Araçatuba          | Brasil    | 2006 | 2007 |
| Nec Blue Rockets                | Japão     | 2007 | 2008 |
| Club Ciclista Olímpico La Banda | Argentina | 2008 | 2009 |
| Cuiabá Vôlei Clube              | Brasil    | 2009 | 2010 |

.

## Títulos e Resultados
- 1995- Campeão do Campeonato Mineiro [1]
- 1996- Campeão do Campeonato Mineiro [1]
- 1997- Campeão do Campeonato Paulista(Adulto) [1]
- 1997- Campeão do Campeonato Paulista(Juvenil) [1]
- 1997- Campeão da Copa São Paulo [1]
- 1997- Campeão dos Jogos Abertos do Interior de São Paulo [1]
- 1997- Campeão do Campeonato Brasileiro de Seleções Juvenil[1]
- 1997-98-3º Lugar Superliga Brasileira A[3]
- 1998- Campeão do Campeonato Paulista(Adulto) [1]
- 1998- Campeão do Campeonato Paulista(Juvenil) [1]
- 1998- Campeão da Copa São Paulo [1]
- 1998- Campeão dos Jogos Abertos do Interior de São Paulo [1]
- 1998- Campeão do Campeonato Brasileiro de Seleções[1]
- 1998-99-3º Lugar Superliga Brasileira A[3]
- 2000- Campeão do Campeonato Catarinense [1]
- 2000-01-13º Lugar Superliga Brasileira A[3]
- 2001-02-10º Lugar Superliga Brasileira A[3]
- 2002-03-8º Lugar Superliga Brasileira A[3]
- 2002-03-4o Lugar da Superliga Espanhola A[4]
- 2005-06-12º Lugar Superliga Brasileira A[3]
- 2006- Campeão da Liga Nacional [1]
- 2006-07-9º Lugar Superliga Brasileira A[3]
- 2007-08- 7º Lugar da Liga A Japonesa
- 2007-Campeão da Torneio de Kurowashiki
- 2008-09-11º Lugar da Liga A Argentina[7]

## Premiações Individuais
- 2000-01- Maior Pontuador da Fase de Classificação da Superliga Brasileira A [1]
- 2001-02- Maior Pontuador da Fase de Classificação da Superliga Brasileira A [1]
- 2002-03- Maior Pontuador da Fase de Classificação da Superliga Brasileira A [1]
- 2006-07- Maior Pontuador da Fase de Classificação da Superliga Brasileira A [1]
- 2007-08- 3º Maior Pontuador da Liga A Japonesa [1]